# 第121独立領土防衛旅団 (ウクライナ領土防衛隊)
第121独立領土防衛旅団（だい121どくりつりょうどぼうえいりょだん、ウクライナ語: 121-ша окрема бригада територіальної оборони）は、ウクライナ領土防衛隊の旅団。南部作戦管区隷下。

## 概要

### ドンバス戦争

キロヴォフラード州旗

2018年9月、ドンバス戦争の影響に伴い、ウクライナ領土防衛隊の動員が開始され、キロヴォフラード州で創設された。

### ロシアのウクライナ侵攻
2022年2月24日、ロシアのウクライナ侵攻で南部ムィコラーイウ州と接する中部キロヴォフラード州に配備され、ムィコラーイウ州との州境を防御した。

#### 東部・セベロドネツク戦線
2022年5月、激戦地の東部ルハーンシク州セヴェロドネツィク地区に再配置され、友軍の救援でセヴェロドネツィク方面を防御した。初の実戦で地理的にもあまり縁のない地域だったが、「ここで進軍を食い止めなければ、いずれ自分たちの家族にも危害が及ぶだろう」と考えて、1か月間戦線を維持した。

#### 南部・ヘルソン戦線

第121旅団旗

2022年10月、南部ヘルソン州ベリスラウ地区に再配置されて攻勢を開始し、11月にロシア軍はドニエプル川西岸から撤退した。

## 編制
- 旅団司令部（クロピヴニツキー）
- 第174独立領土防衛大隊（クロピヴニツキー）
- 第175独立領土防衛大隊（オレクサンドリーヤ）
- 第176独立領土防衛大隊（ホロヴァニウシク）
- 第177独立領土防衛大隊（ボブリネツ）
- 第178独立領土防衛大隊（ノヴォウクラインカ）
- 第179独立領土防衛大隊（スヴィトロヴォツク）

- 火力支援中隊
- 迫撃砲中隊
- 対破壊工作中隊
- 戦闘・後方支援隊
- 衛生隊